# Donja Glama
Donja Glama (en serbe cyrillique : Доња Глама) est un village de Serbie situé dans la municipalité de Bela Palanka, district de Pirot. Au recensement de 2011, il comptait 8 habitants.

## Démographie
| 1948 | 1953 | 1961 | 1971 | 1981 | 1991 | 2002 | 2011 |
| ---- | ---- | ---- | ---- | ---- | ---- | ---- | ---- |
| 388  | 366  | 306  | 203  | 118  | 67   | 26   | 8    |

|  |